# (2312) Дубошин
(2312) Дубошин (лат. Duboshin) — типичный астероид главного пояса, открыт 1 апреля 1976 года советским астрономом Николаем Черных в Крымской астрофизической обсерватории и 1 декабря 1982 назван в честь советского астронома Георгия Дубошина.

## Обнаружение и именование
(2312) Дубошин
Открыт 1 апреля 1976 года в Научном Н. С. Черных.
Назван в честь выдающегося специалиста по небесной механике Георгия Николаевича Дубошина, автора нескольких учебников, президента комиссии №7 МАС в 1970—1973 годах.
Оригинальный текст (англ.)2312 Duboshin
Discovered 1976-Apr-01 by Chernykh, N. at Nauchnyj.
Named in honor of Georgij Nikolaevich Duboshin, distinguished authority on celestial mechanics, author of several textbooks, president of IAU Commission 7 during 1970—1973.
Источники: DISCOVERY.DB; M.P.C. 7471.

## Орбита

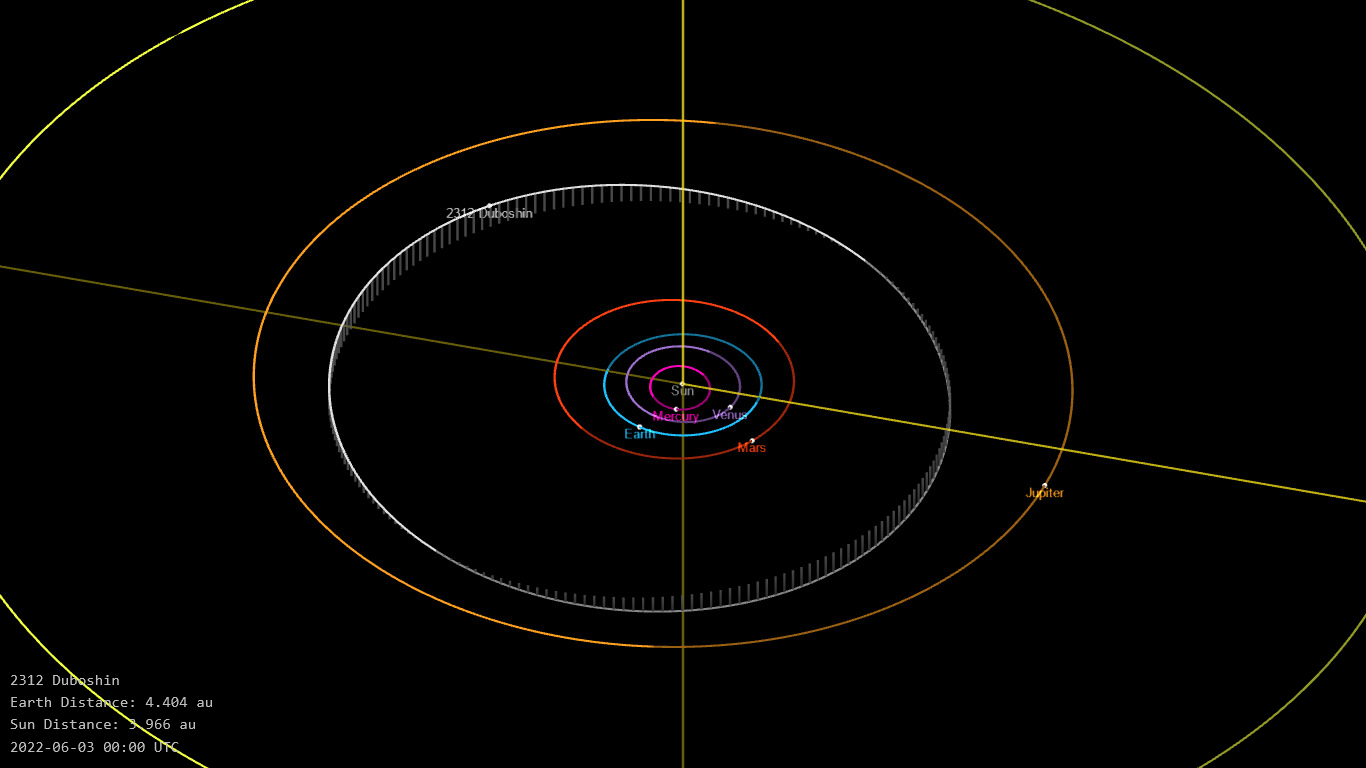
Орбита астероида Дубошин и его положение в Солнечной системе

## Физические характеристики
Астероид относится к таксономическому классу D.
По результатам наблюдений в инфракрасном диапазоне орбитальной обсерватории IRAS и спутника Akari и наблюдений в видимом и ближнем инфракрасном диапазоне космического телескопа NEOWISE диаметр астероида сначала оценивался равным 54,94±3,1 км, позже — 58,53±1,37 км, 50,122±0,504 км. Согласно тем же источникам альбедо оценивается как 0,0496±0,006, 0,044±0,002 и 0,060±0,013.